# アントニー・アシュリー＝クーパー (第7代シャフツベリ伯爵)
第7代シャフツベリ伯爵アントニー・アシュリー＝クーパー（英: Anthony Ashley-Cooper, 7th Earl of Shaftesbury、1801年4月28日 - 1885年10月1日）は、イギリスの政治家、社会改良運動家。
クロプレイ・アシュリー＝クーパーの長男としてロンドンのグローヴナー・スクエアで生まれる。1811年に子がいなかった伯父の死去によって父クロプレイが第6代シャフツベリ伯爵となったため、伯爵位の法定推定相続人として「アシュリー卿」の儀礼称号を帯びた。ハーロー校、オックスフォード大学クライスト・チャーチで学ぶ。
1826年から1830年までオックスフォードシャー州ウッドストック選挙区選出の、1830年から1831年までドーセット州ドーチェスター選挙区選出の、1831年から1846年までドーセット州選挙区選出の、1847年から1851年までサマセット州バース選挙区選出の庶民院議員。議会ではトーリー党に属した。1851年7月にシャフツベリ伯爵位を継ぎ、貴族院へ移る。
人道主義の立場から、労働階級の状態の改善に努め、1833年の工場法や1847年の10時間労働法の成立に貢献し、貧民学校の成立や福音活動に尽力した。